# زوراب بيريدز
زوراب بيريدز (مواليد 9 يناير 1979) هو سبّاح جورجي، مثّل بلاده في الألعاب الأولمبية الصيفية 2000.

## روابط خارجية
زوراب بيريدز على موقع الاتحاد الدولي للسباحة (الإنجليزية)
- زوراب بيريدز على موقع SwimRankings.net (الإنجليزية)
- زوراب بيريدز على موقع اللجنة الأولمبية الدولية (الإنجليزية)
- زوراب بيريدز على موقع أوليمبيديا (الإنجليزية)